# St. Ursula (Untermaiselstein)

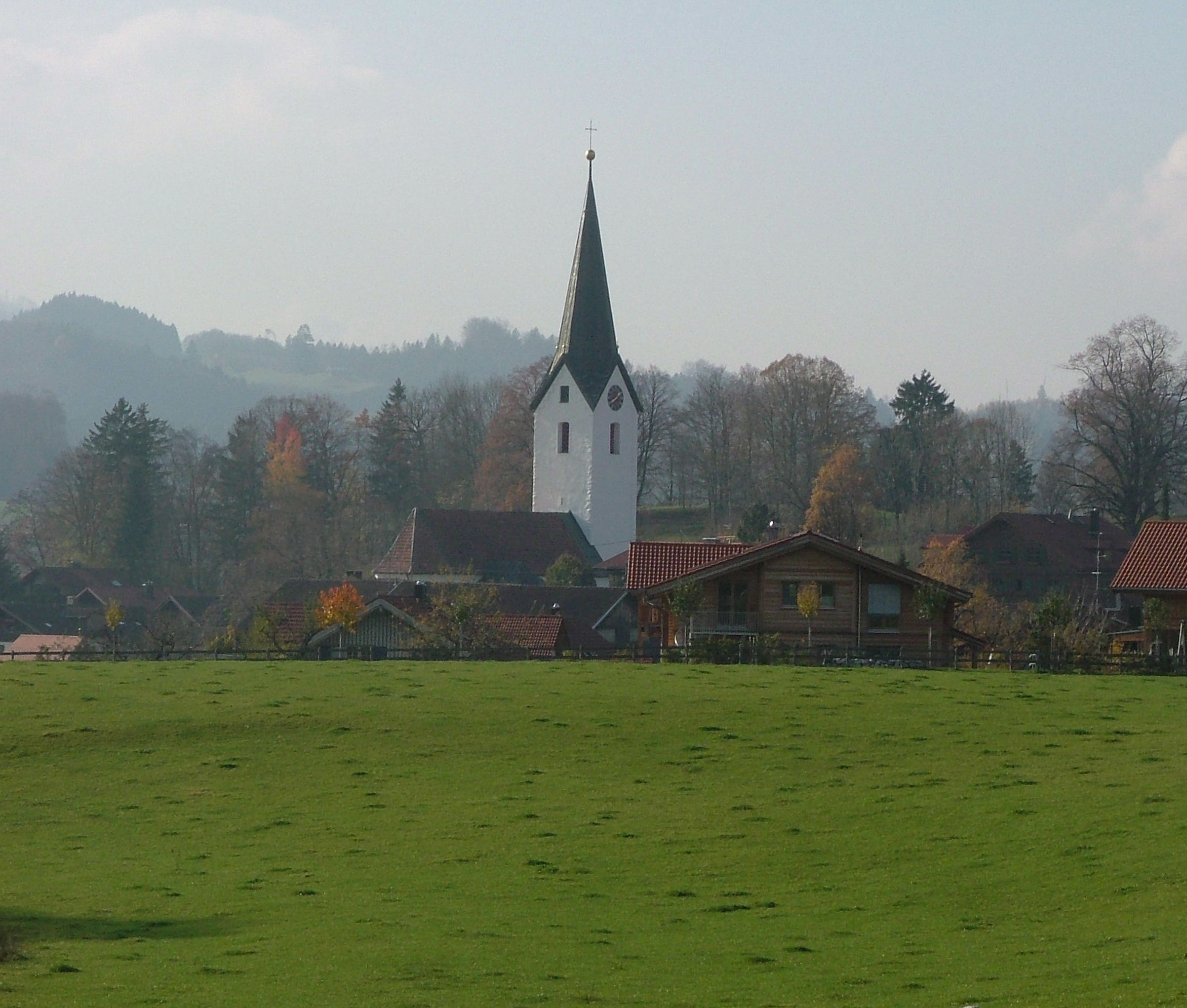
St. Ursula in Untermaiselstein

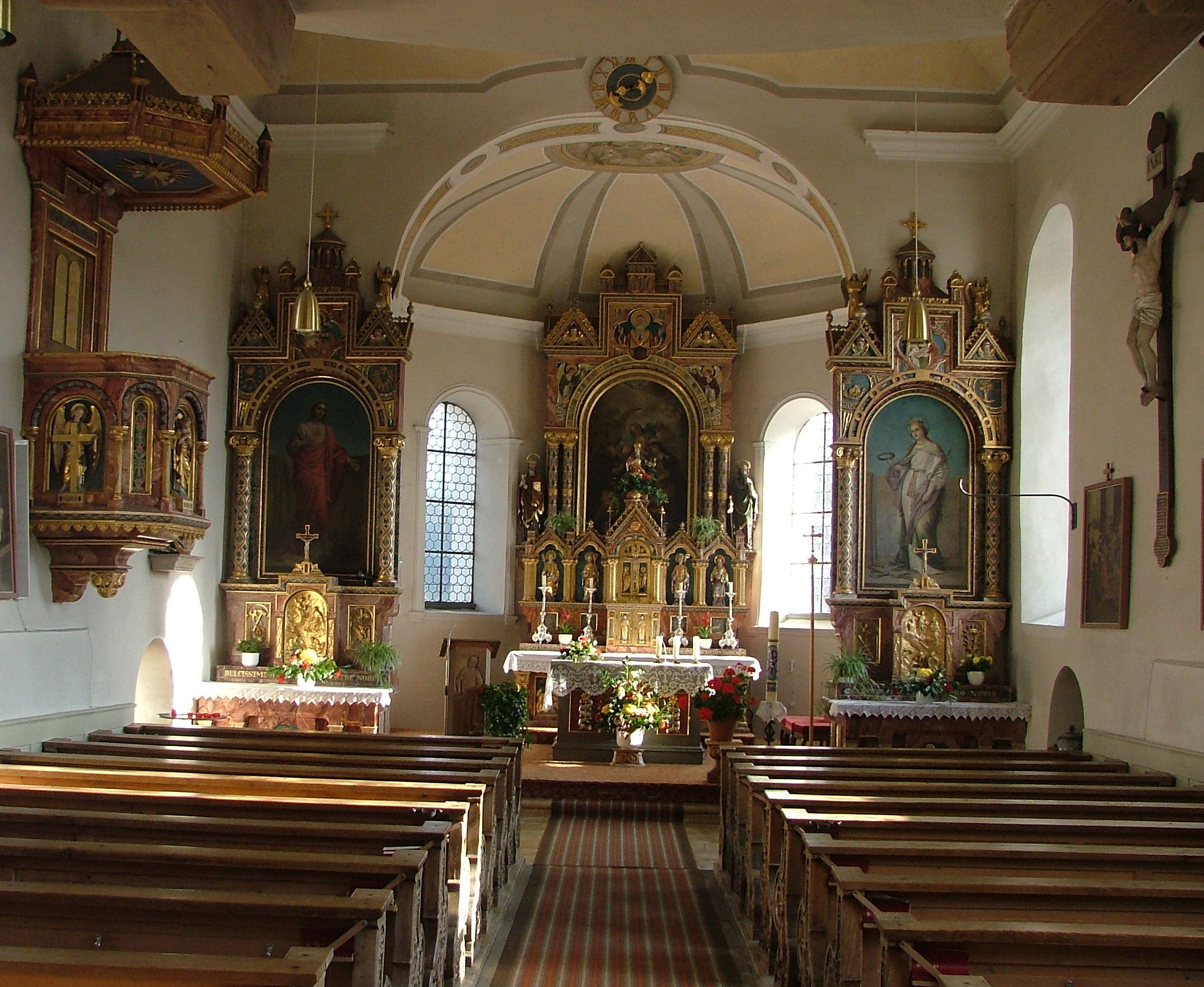
Innenraum

Die römisch-katholische Pfarrkirche St. Ursula steht in Untermaiselstein, einem Gemeindeteil von Rettenberg im bayerisch-schwäbischen Landkreis Oberallgäu von Bayern. Das Bauwerk ist in der Liste der Baudenkmäler in Rettenberg als Baudenkmal unter der Nr. D-7-80-137-33 eingetragen. Die Pfarrei gehört zum Dekanat Sonthofen des Bistums Augsburg.

## Beschreibung
Die Saalkirche besteht aus einem im 14. Jahrhundert gebauten Langhaus, einem Ende des 15. Jahrhunderts errichteten eingezogenen, dreiseitig geschlossenen Chor im Osten und einem Kirchturm auf quadratischem Grundriss aus dem frühen 16. Jahrhundert im Westen, der aus der Längsachse nach Süden verschoben ist. Er wurde 1887 aufgestockt und mit einem spitzen Helm bedeckt, der 1979 erneuert wurde. In seinem Glockenstuhl hängen fünf Kirchenglocken. Die um 1790 eingefügten Fresken im Innenraum des Langhauses werden Nikolaus Weiß zugeschrieben. Die ursprünglich neugotische Kirchenausstattung wurde 1910/11 neuromanisch umgestaltet. Das Altarretabel des Hochaltars mit der Darstellung eines Rosenkranzes und der Katharina von Siena stammt von Balthasar Riepp. Über dem Portal im Westen befindet sich ein Gemälde, das 1880 Claudius Schraudolph der Ältere geschaffen hat. Eine Statue der Maria wird dem Umkreis von Ivo Strigel zugewiesen.